# آتشفشان مویوتا
آتشفشان مویوتا (به اسپانیایی: Volcán Moyuta) آتشفشانی چینه‌ای به ارتفاع ۱۶۶۲ متر واقع در گواتمالا در آمریکای مرکزی است.

## مشخصات
مویوتا شرقی‌ترین آتشفشان در زنجیره‌ای از آتشفشان‌های چینه‌ای بزرگی است که در امتداد جبههٔ آتشفشانی گواتمالا کشیده شده است. این آتشفشان در حدود ۲۰ کیلومتری جنوب زنجیرهٔ آتشفشانی اصلی و جنوب گسل جالپاتاگوا گرابن قرار دارد. مجموعه‌ای از دست کم سه گنبد گدازهٔ آندزیتی شیبدار پوشیده از جنگل، قلهٔ مویوتا را تشکیل می‌دهند که در نتیجه آنها قلهٔ کوه از دور مسطح به نظر می‌رسد. دودخانهایی کوچک در دامنه‌های شمالی و جنوبی آتشفشان یافت می‌شوند و چشمه‌های آب گرمی نیز در شمال شرقی کوهپایه و در امتداد رودخانه‌هایی جاری در جنوب شرقی مویوتا دیده می‌شود.
از تاریخ آخرین فوران این آتشفشان اطلاعی در دست نیست.